# Green Bank
Green Bank è un census-designated-place della Contea di Pocahontas, nello Stato della Virginia Occidentale.
È posta lungo la West Virginia Route 28 e vi si trova il radiotelescopio di Green Bank, il più grande del mondo completamente movimentabile.

## Telecomunicazioni
Greenbank è l'unica cittadina degli USA a non possedere alcuna copertura di rete mobile e wireless.